# Cicurinidae
Famille
Les Cicurinidae sont une famille d'araignées aranéomorphes.

## Distribution
Les espèces de cette famille se rencontrent en écozone holarctique.

## Paléontologie
Cette famille n'est pas connue à l'état fossile.

## Liste des genres
Selon World Spider Catalog (version 25.5, 29/08/2024) :
- Altimella Wang & Z. S. Zhang, 2024
- Brommella Tullgren, 1948
- Chorizomma Simon, 1872
- Cicurina Menge, 1871

## Systématique et taxinomie
Cette famille a été décrite par F. O. Pickard-Cambridge en 1893 comme une sous-famille des Agelenidae.  Elle est placée dans les Dictynidae par Lehtinen en 1967 puis dans les Hahniidae par Wheeler et al. en 2017. Elle est élevée au rang de famille par Gorneau, Crews, Cala-Riquelme, Montana, Spagna, Ballarin, Almeida-Silva et Esposito en 2023.
Cette famille rassemble 169 espèces dans quatre genres.

## Publication originale
- F. O. Pickard-Cambridge, 1893 : « Handbook to the study of British spiders [part 5]. » British Naturalis, vol. 3, Supplement, p. 117-170.